# 선라운저

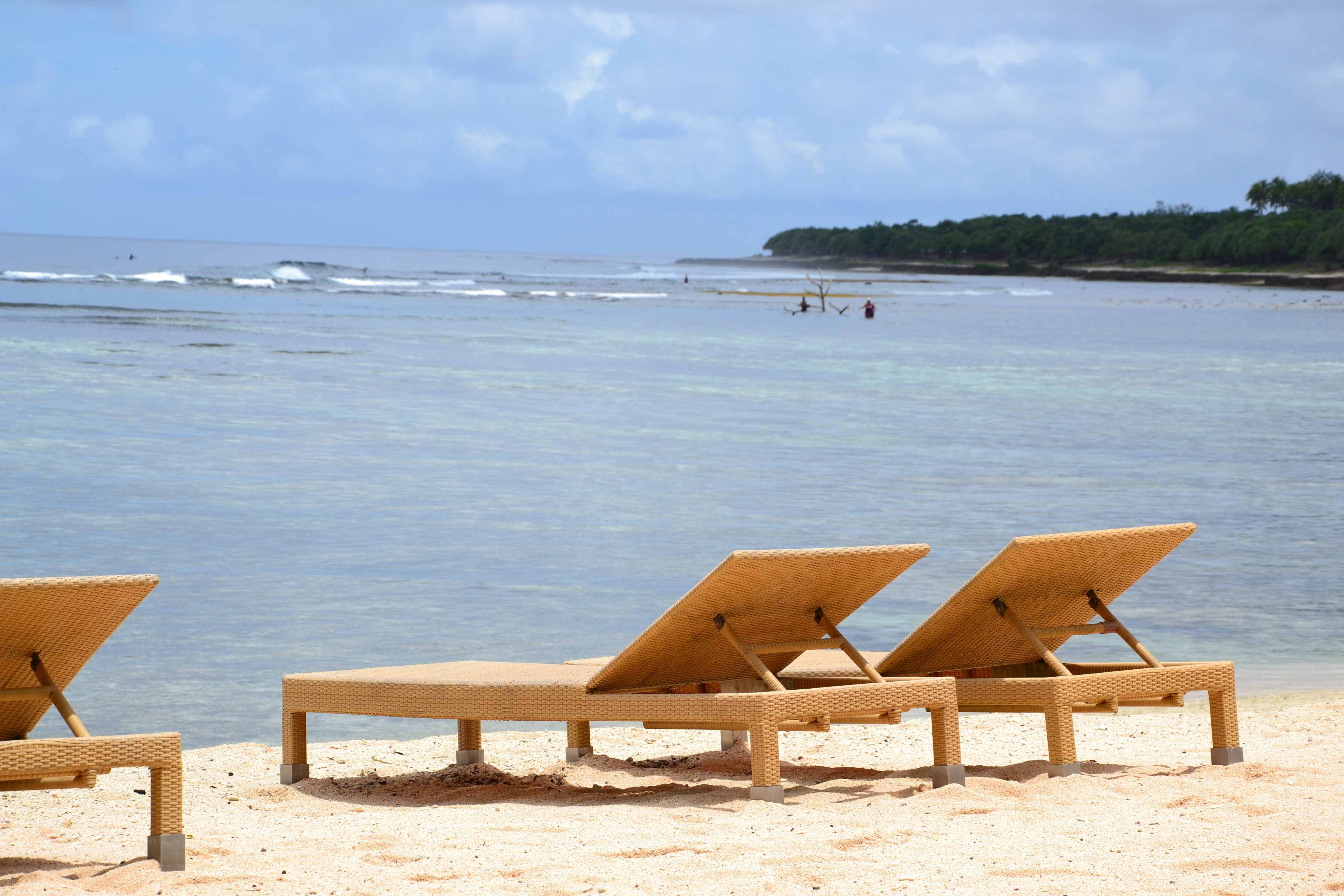
해변의 선라운저

선라운저(영어: sunlounger)는 일반적으로 파티오, 정원, 수영장 데크에 배치되거나 해변 야외 가구로 사용되는 의자 모양의 장치다. 한국어식 영어로 선베드(sunbed)라고도 하며, 영어권에서 선베드는 일광욕 침대를 의미한다.

## 같이 보기
- 접의자
- 리클라이너